# Amathusia patalena
Amathusia patalena is een vlinder uit de familie Nymphalidae. De wetenschappelijke naam van de soort is voor het eerst geldig gepubliceerd in 1848 door John Obadiah Westwood.